# (35976) Yorktown
(35976) Yorktown est un astéroïde de la ceinture principale.

## Description
(35976) Yorktown est un astéroïde de la ceinture principale. Il fut découvert le 25 juin 1999 à la station Anderson Mesa par le programme LONEOS. Il présente une orbite caractérisée par un demi-grand axe de 2,38 UA, une excentricité de 0,26 et une inclinaison de 22,2° par rapport à l'écliptique.

## Compléments